# Sweet Child o' Mine
"Sweet Child o' Mine" är en låt av den amerikanska hårdrocksgruppen Guns N' Roses, och det nionde spåret på debutalbumet Appetite for Destruction från 1987. Låten släpptes som singel 17 augusti 1988 och handlar om sångaren Axl Roses dåvarande flickvän Erin Everly (Dotter till Don Everly i Everly Brothers).
Det inledande riffet, som skrevs när gitarristen Slash övade på en skala, har utnämnts till "tidernas bästa riff" av tidskriften Total Guitar.
Gruppens dåvarande manager Alan Niven hade inga förhoppnigar om att gruppens debutalbum Appetite for Destruction skulle sälja bra, men "Sweet Child o' Mine" nådde en enorm publik och när gruppen släppte låten som singel sålde de ännu fler skivor.
Låtens officiella video på YouTube har visats över 1 miljard gånger.

## Coverversioner
- Sweet Child o' Mine tolkades av Larz-Kristerz i Dansbandskampen 2008 samt fanns med på bandets album Hem till dig (2009).[2] En av bandets sångare, Stefan Nykvist, framförde även låten med sin kör i Körslaget 2009.